# Лоугуаньтай
34°03′30″ с. ш. 108°19′38″ в. д.

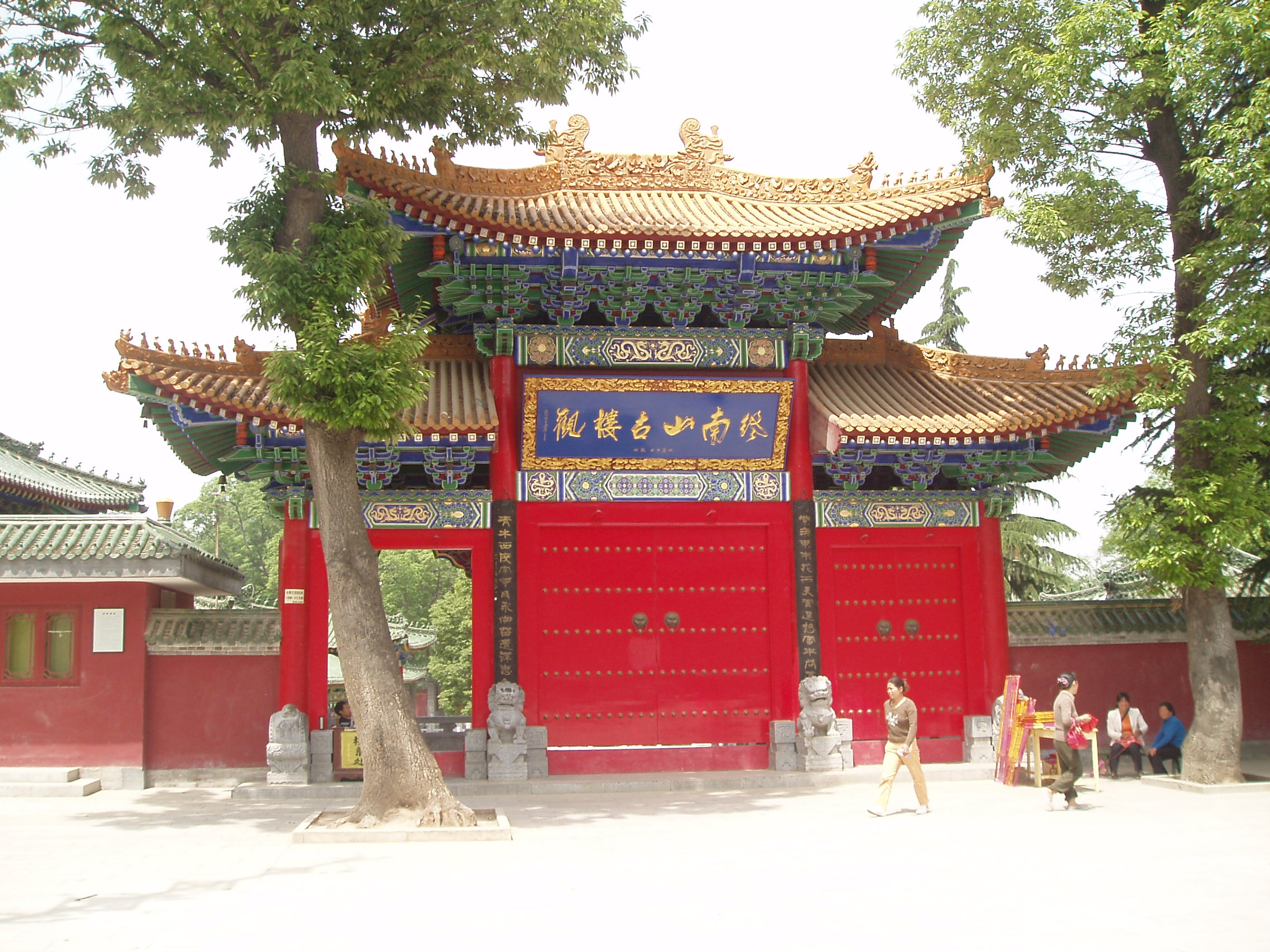
Вход в храм в Логуане.

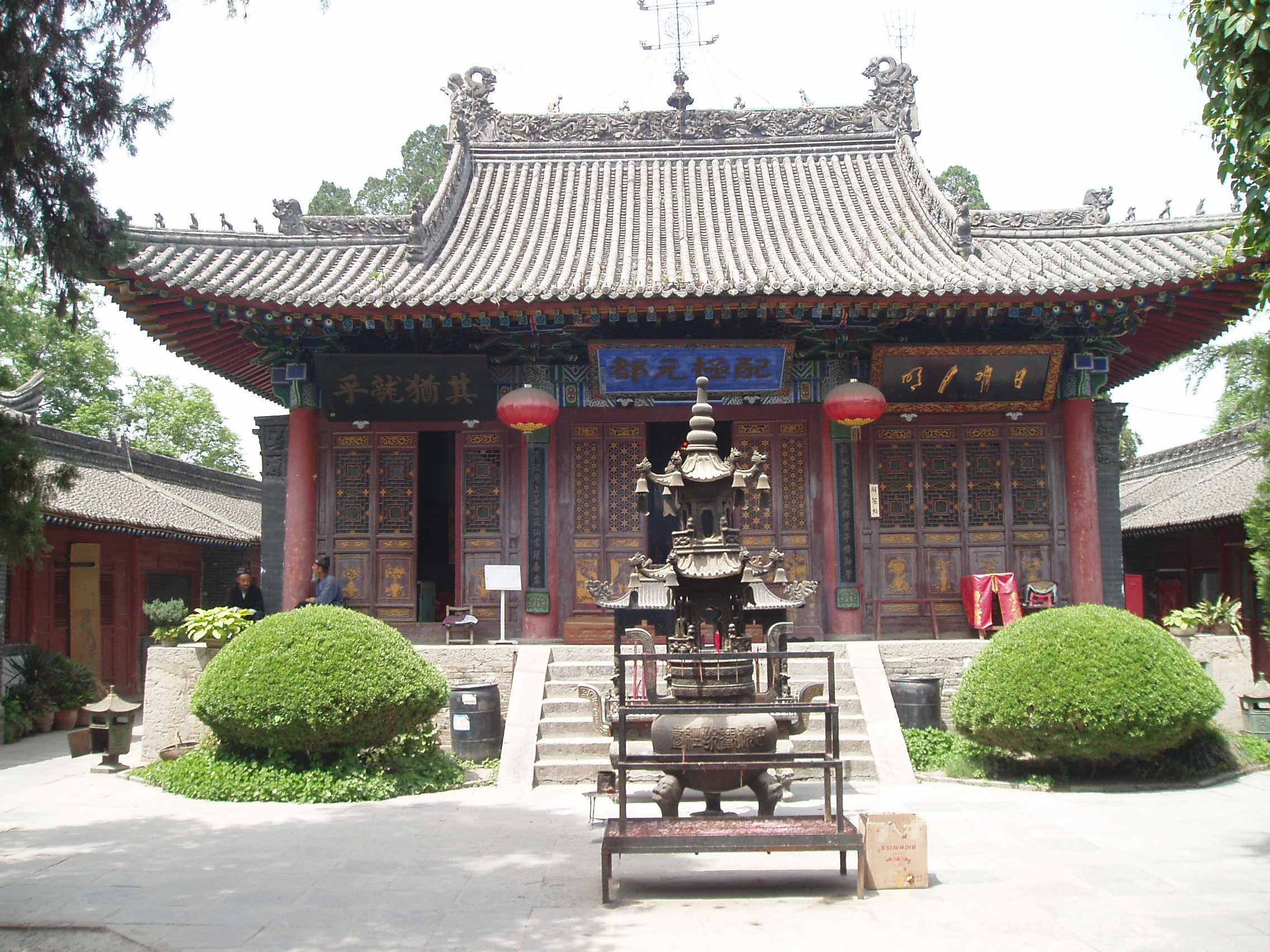
Павильон в Логуане.

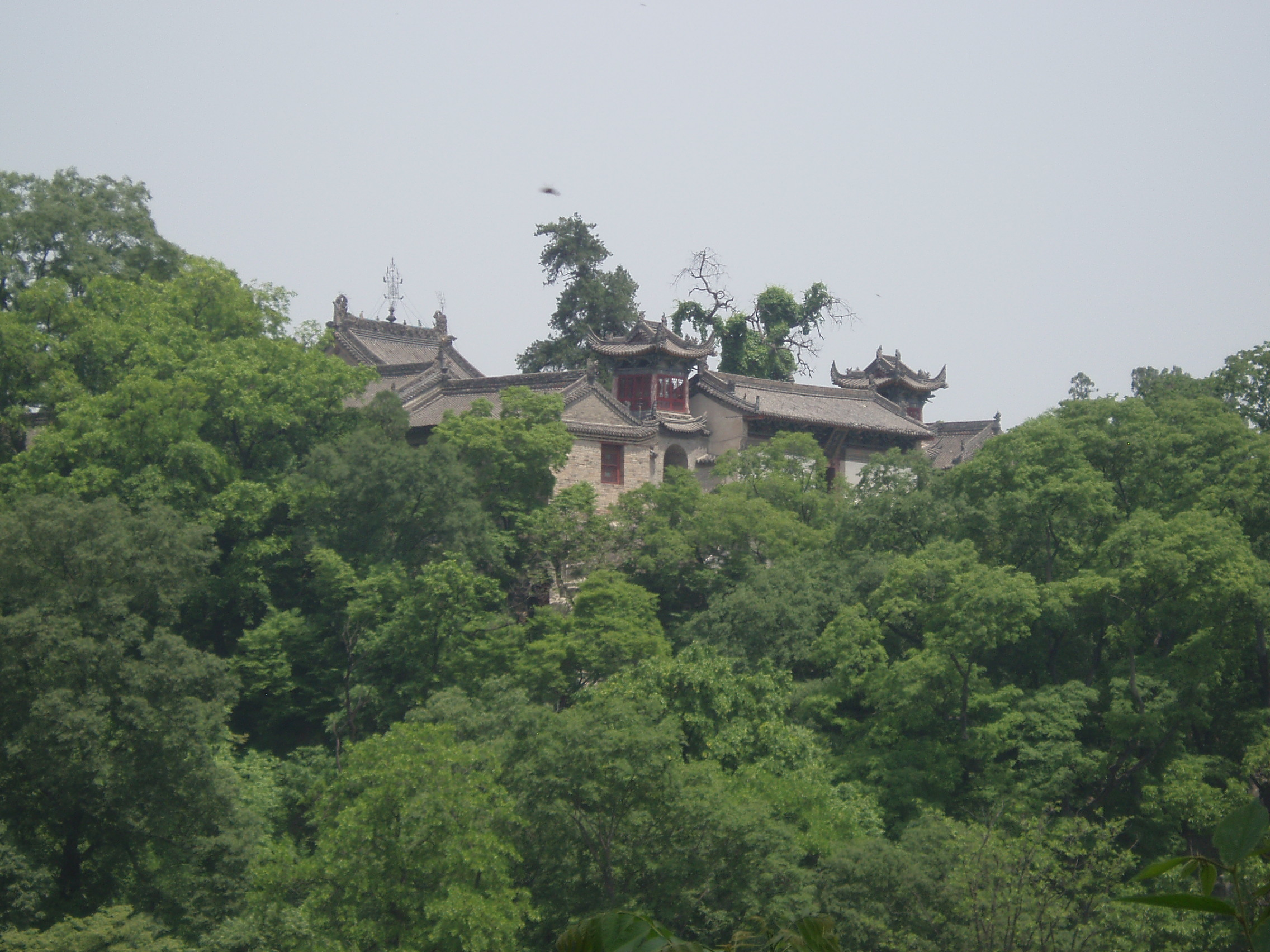
Храм в Логуане.

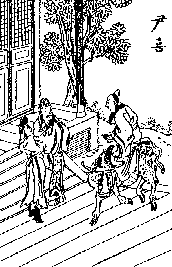
Лао-цзы встречается с Инь Си.

Лоугуаньтай (кит. 楼观台寺) — даосский храмовый комплекс в деревне Та Ю , расположенный в уезде Чжоучжи города субпровинциального значения Сиань провинции Шэньси в Китае (в 70 км к западу от собственно города Сиань). Находится на плато Лоугуаньтай (樓觀臺/楼观台) гор Чжуннаньшань (終南山), название буквально означает «Монастырь платформы сторожевой башни» (имеется в виду древняя пограничная застава, за которой начинался Великий шёлковый путь).
Лоугуаньтай находится на том месте, где согласно традиции, Лао-цзы создал трактат Даодэцзин и передал его Стражу Границы Инь Си.
В трёх километрах к западу расположена знаменитая пагода Дацинь, где находилась ранняя христианская община в Китае.